# Аборти в Україні
Аборти в Україні є законними за запитом протягом перших 12 тижнів вагітності. Між 12 і 28 тижнями аборт застосовується з різних причин, включаючи медичні, соціальні та особисті підстави, та за будь-якої причини зі згоди комісії лікарів.

Правовий статус абортів у світі:
Дозволений без обмежень у терміні вагітності
Дозволений у перші 12 тижнів вагітності
Дозволений з неясною межею у терміні вагітності
Дозволений за умови зґвалтування*, вад плода* та соціально-економічних факторів, загрози життю або здоров′ю* вагітної жінки
Дозволений за умови зґвалтування*, вад плода*, загрози життю або здоров′ю* жінки
Дозволений за умови вад плода*, загрози життю або здоров′ю* жінки
Дозволений за умови зґвалтування, загрози життю* або здоров′ю* жінки
Заборонений, окрім випадків загрози життю та здоров′ю жінки
Заборонений, окрім випадків загрози життю жінки
Заборонений за будь-яких обставин
Дані відсутні

До 1991 року аборт в Україні регулювався законодавством про аборти в СРСР. Від тих пір законодавство щодо абортів змінилося. Кількість абортів скоротилася з 109 абортів на 1000 жінок віком 15-44 років у 1986 році, до 80.9 в 1991, 67.2 в 1996 році і 27.5 в 2004 році. Станом на 2010 показник абортів склав 21,2 абортів на 1000 жінок віком 15-44 років. Розрив між кількістю абортів в Україні і кількістю абортів в Білорусі і Росії розширюється з 1990-х років.

## Статистика
До медичної статистики з абортів входять, крім власне медичних операцій з переривання вагітності (так званих штучних абортів), які робляться планово за медичними показами чи бажанням жінки, також спонтанні переривання вагітності (викидні). При цьому враховуються лише легальні (безпечні) аборти, тобто проведені кваліфікованим медичним персоналом у відповідних умовах: підпільні (небезпечні) аборти обрахунку не підлягають.
До медичної статистики по абортам в Україні входять як спонтанні переривання вагітності (викидні), так і медичні легальні аборти, які робляться планово за медичними показами чи бажанням самої жінки.
За даними МОЗ України, кількість абортів в Україні з 2005 по 2020 роки була наступною:
| Рік  | Число абортів | Динаміка |
| ---- | ------------- | -------- |
| 2005 | 242 343       | -        |
| 2006 | 229 618       | ▼ 12 725 |
| 2007 | 210 454       | ▼ 19 164 |
| 2008 | 201 087       | ▼ 9 367  |
| 2009 | 181 064       | ▼ 20 023 |
| 2010 | 164 467       | ▼ 16 597 |
| 2011 | 163 668       | ▼ 799    |
| 2012 | 148 396       | ▼ 15 272 |
| 2013 | 143 170       | ▼ 5 226  |
| 2014 | 112 661       | ▼ 30 509 |
| 2015 | 105 101       | ▼ 7 560  |
| 2016 | 99 987        | ▼ 5 114  |
| 2017 | 93 833        | ▼ 6 154  |
| 2018 | 86 004        | ▼ 7 829  |
| 2019 | 79 021        | ▼ 6 983  |
| 2020 | 64 574        | ▼ 14 447 |